# Mimosa obtusifolia
Mimosa obtusifolia är en ärtväxtart som beskrevs av Carl Ludwig von Willdenow. Mimosa obtusifolia ingår i släktet mimosor, och familjen ärtväxter. Inga underarter finns listade i Catalogue of Life.